# 南京城墙博物馆
南京城墙博物馆位于中华人民共和国江苏省南京市秦淮区新民坊路边营1号，毗邻南京城墙中华门和南京门东历史风貌区，是以南京城墙为主要展览对象的一座专题博物馆。南京城墙博物馆占地面积6681.4平方米、总建筑面积13089.3平方米，由何镜堂领衔华南理工大学建筑设计研究院设计。博物馆不仅内有2500多件藏品，还在外部设置半透明夹丝玻璃幕墙和长达50米的坡道与屋顶平台，使博物馆与周围城墙、南京城南风光相互交融，成为一处开放的观景平台。

## 历史
2014年南京市成立南京城墙保护管理中心，并被中国国家文物局确定为中国明清城墙联合申遗牵头城市。由于既有的台城明城垣史展馆面积有限，为了更好实现对于南京城墙的保护、展示，南京城墙保护管理中心2015年8月确定在沈万三纪念馆原址扩建城墙博物馆。
2016年9月，南京市规划局和文广新局面向全球征集南京城墙博物馆设计方案，并在2017年4月确定中国工程院院士何镜堂主导、华南理工大学建筑设计研究院的方案为实施方案。
2018年6月9日，南京城墙博物馆正式开工。2020年11月2日，城墙博物馆封顶，并于2021年12月28日开始试运营。

## 设计亮点
南京城墙博物馆由何镜堂领衔设计，整体以“呈墙”为理念，最大限度展现城墙风貌、融入城市肌理，并将对户外南京城墙与中华门实景的观看动线纳入设计，使得博物馆不仅作为南京城墙最大和最集中的展览教育空间，也成为面向南京市民的全天开放户外公园。

南京城墙博物馆外观
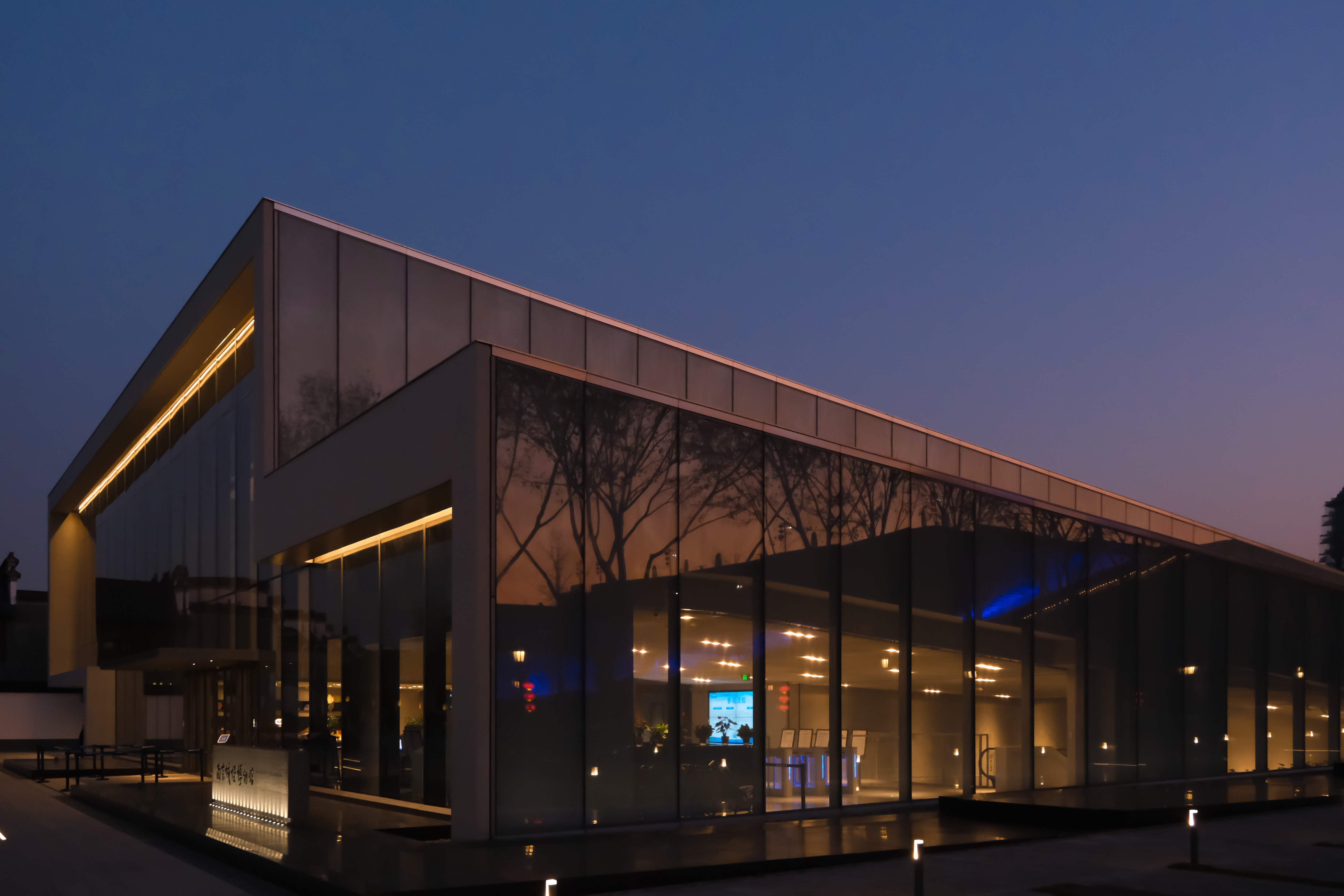
博物馆北侧主入口与外墙反射的城墙风光
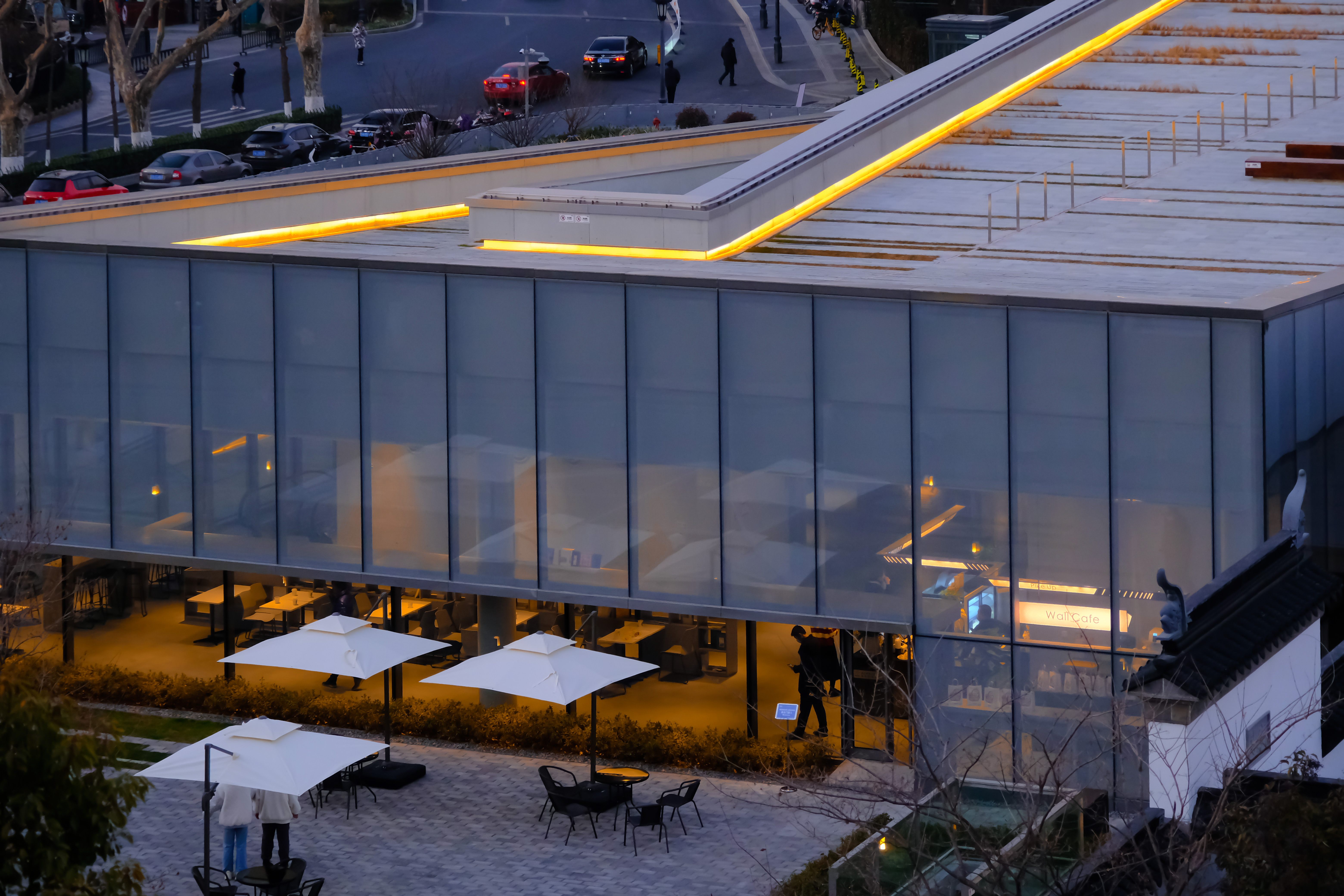
博物馆南侧咖啡馆与屋顶转折的登临平台
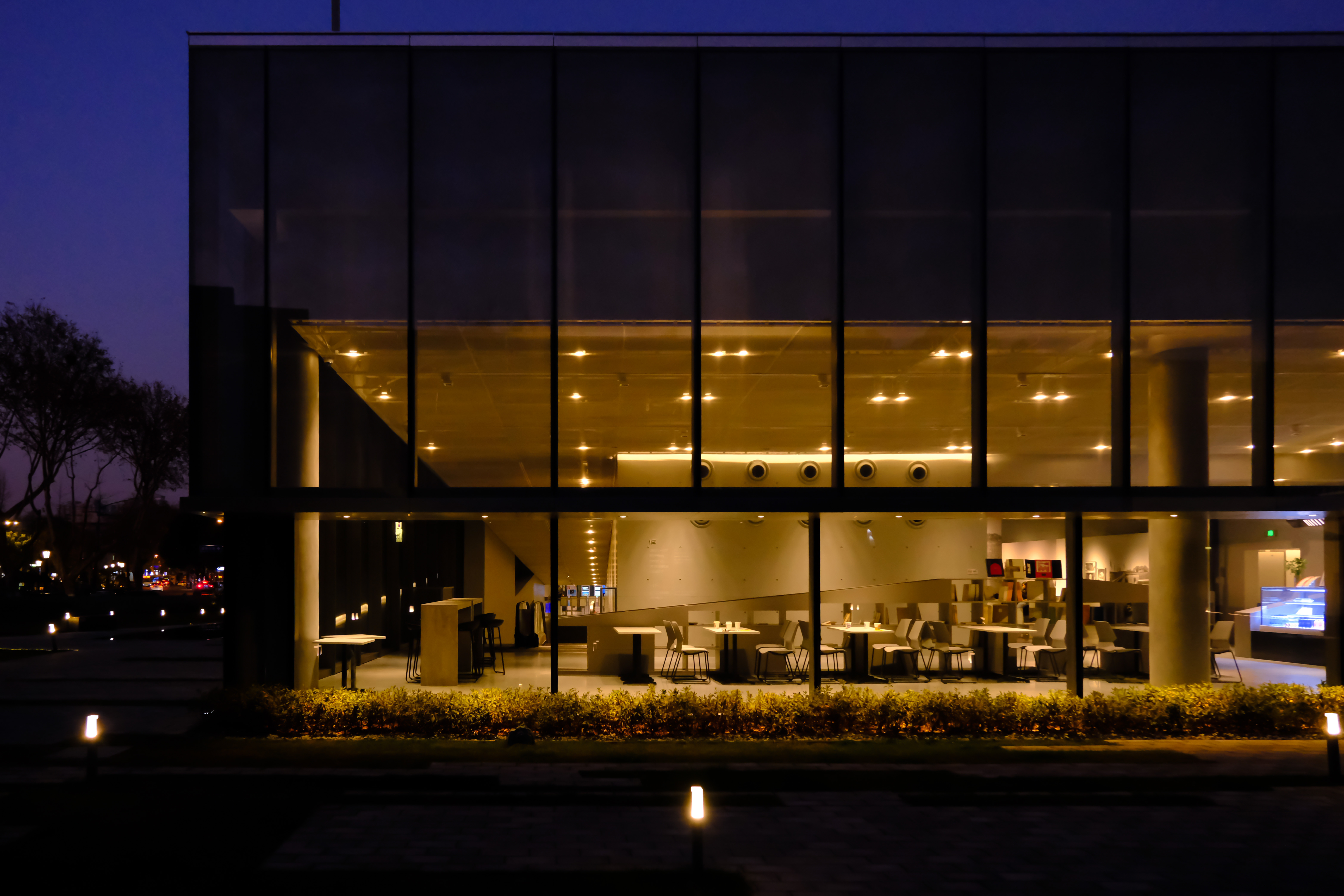
博物馆南侧咖啡馆
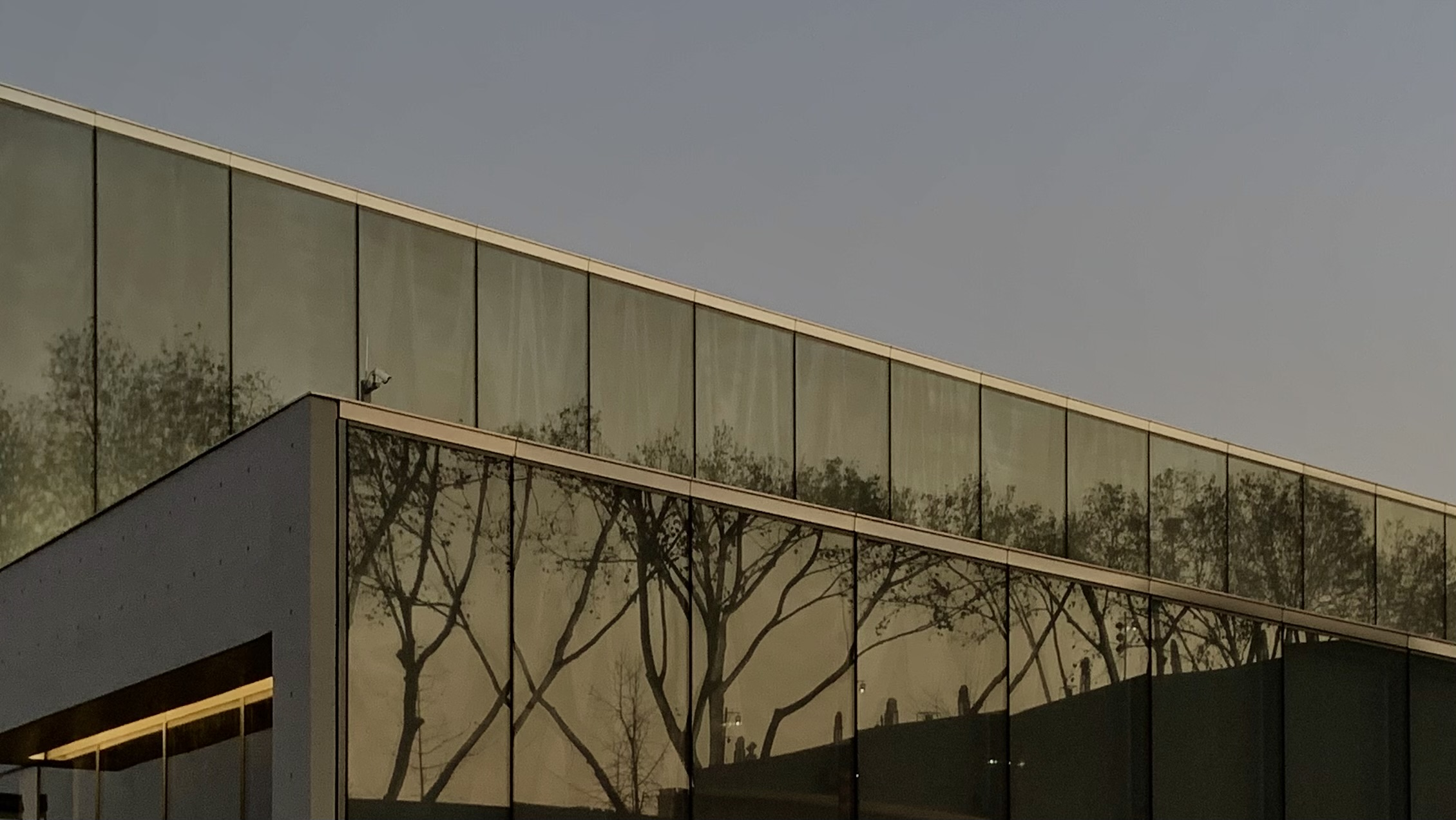
博物馆夹丝玻璃幕墙反射出的夕阳

### 低调的形态设计
城墙博物馆高12米，靠城墙一侧高7米，常设展厅埋入地下一层。博物馆整体呈现出北高南低的形态，满足设置平台登高远望的需求，也尽量不遮挡城墙。几层高差之间形成高低错落的形态，并以折返爬升的坡道连接，呼应中华门瓮城的马道，也为博物馆提供了户外登临的路线。

### 漫反射幕墙
南京城墙博物馆的外墙采用了LOW-E中空夹胶夹丝玻璃幕墙，由于其内外反射率的不同，使得博物馆从内部观看能够无阻碍欣赏中华门风光，从外部观看则反射周围古城风光，与周围的城墙和植被融为一体，最大限度消隐了建筑体量，降低了作为现代建筑在古城墙与老城区之间的突兀感。夹丝幕墙的设置也使得玻璃幕墙不至于产生镜面反射，从而最大限度降低光污染；玻璃内嵌的金属层和热保护膜则减少了阳光入射率，实现节能减排。

### 全天候户外平台
博物馆以马道为灵感设计的三层户外平台全天开放，并以城墙砖的方式铺设观景平台铺地，与玻璃幕墙形成新旧对比。平台上设置金属铭牌，镌刻南京城墙的相关数字，并在顶部大平台镌刻南京城墙平面图，在闭馆期间为南京市民提供了解南京城墙知识、实景参观城墙的户外广场。

## 展陈藏品
城墙博物馆总展览面积约8700平米，地面一层为开放展厅，地下一层为常设展厅和特展厅。博物馆有藏品2500多件，基本展陈面积近4000平方米。
博物馆基本陈列《旷世城垣》，以时间顺序展示了南京城墙的修建、城墙规模、城市生活与军防功能、历史演变、近代功能演变与文化遗产价值。陈列内包括了700多块城墙砖作为主要展品的城墙砖展厅、明故宫遗存“马娘娘梳妆台”、江西黎川窑等与南京城墙相关的展品，以及运用三折影院展示的南京市井生活影像、南京全貌沙盘等，最大程度向参观者生动展示南京城墙。
博物馆另设“城墙记忆”互动留言区，将相关领域专家、市民、游客等对于城墙的记忆收集和展示，并随着城墙博物馆的运营而动态更新，展现南京城墙的当代价值。
2024年，博物馆举行文物的眼睛特展，含有阿勒颇博物馆和大马士革国家博物馆近百件文物。

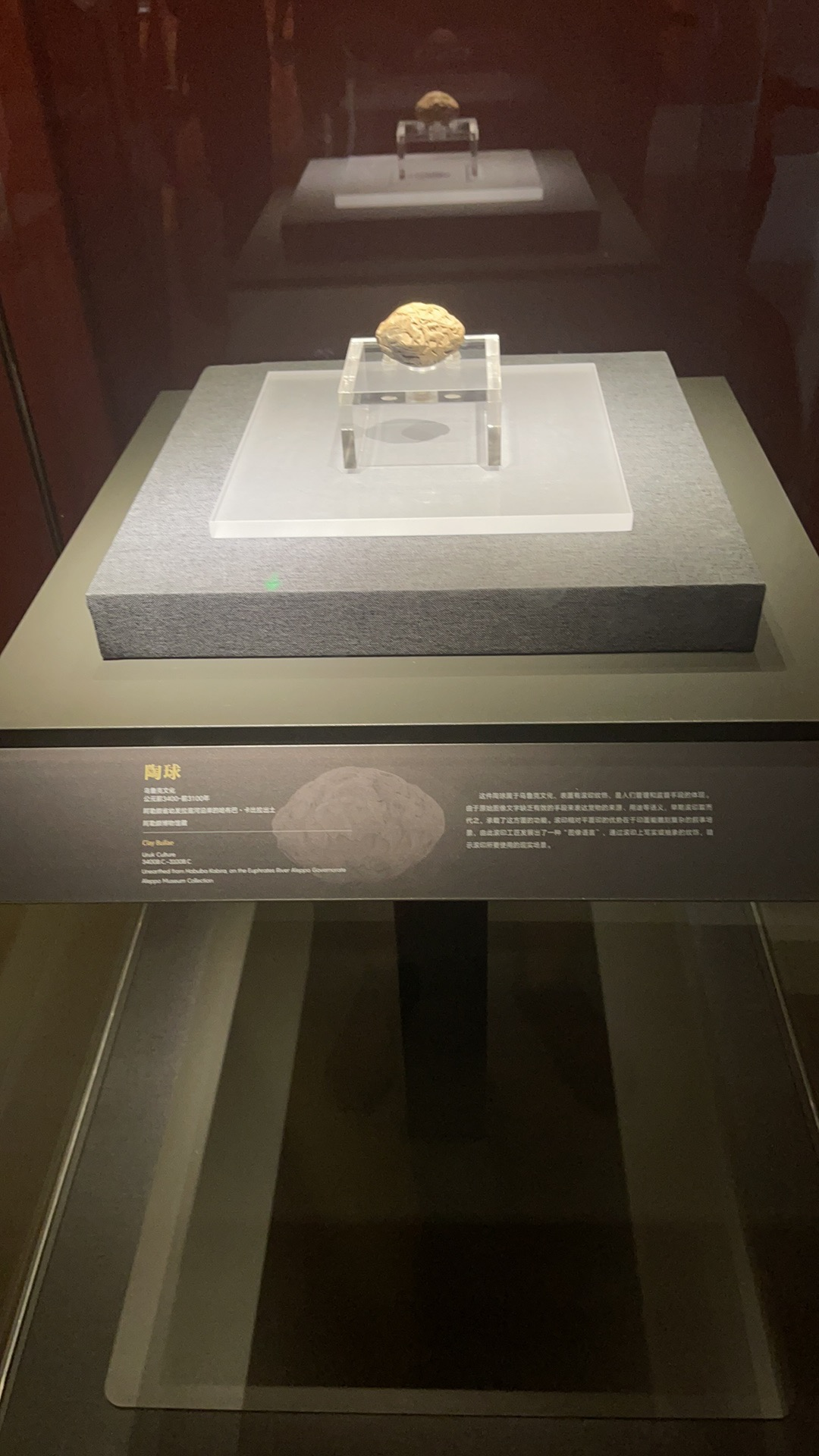
文物的眼睛特展阿勒颇博物馆陶球